# Theodor Liebknecht
Pour les articles homonymes, voir Liebknecht.
Theodor Liebknecht [ˈteːodoːɐ̯ ˈliːpknɛçt] (19 avril 1870, Leipzig ; 6 janvier 1948, Altendorf (de)) est un avocat et homme politique socialiste allemand.
Il est le fils de Wilhelm Liebknecht, et le frère de Karl et Otto Liebknecht. 
Il milite à partir de 1919 au sein du Parti social-démocrate indépendant d'Allemagne (USPD), puis rejoint en 1931 le Parti socialiste ouvrier d'Allemagne (SAPD). À l'arrivée au pouvoir des nazis en 1933, il émigre en Suisse, puis aux Pays-Bas.